# Укба ибн Абу Муайт
‘Укба ибн Абу Му‘айт аль-Кураши (араб.   عقبة بن أبي معيط القريشي‎; ум. 624, Бадр, совр. Саудовская Аравия) — один из главных противников пророка Мухаммеда. Он был лидером курайшитов и членом клана бану абд-шамс.

## Биография
Его полное имя: ‘Укба ибн Абу Му‘айт ибн Абу ‘Амр ибн Умаййа ибн ‘Абд-Шамс ибн ‘Абд-Манаф ибн Кусай (араб. عقبة بن أبي معيط بن أبي عمرو بن أمية بن عبد شمس بن عبد مناف بن قصي‎). Его мать звали Шайма бинт ‘Абд аль-‘Узза из бану амир. Тетя Укбы, Сафийя бинт Абу ‘Амр, вышла замуж за Абу Суфьяна ибн Харба. Укба женился на Арве бинт Курайз из клана абд-шамс и вдове ‘Аффана ибн Абу аль-‘Аса, став отчимом будущего халифа ‘Усмана. У Укбы и Арвы было шестеро детей: Валид, Аммара, Халид, Умм Кульсум, Умм Хаким и Хинд. Все его дети стали мусульманами.
Укба был одним из соседей пророка Мухаммеда. Тем не менее, он нападал на Мухаммеда словесно и физически. Он также постоянно высмеивал Мухаммеда, когда последний проповедовал в Мекке. Однажды, когда Мухаммад молился во дворе Каабы, Укба принёс отходы заколотого верблюда (кишки, кровь, навоз и т. д.) и вывалил их на спину Мухаммеда, когда он был в земном поклоне. Курайшиты, которые смотрели за происходящим, так смеялись, что попадали друг на друга. Пророк оставался в этом положении из-за веса отходов, не имея возможности поднять голову после поклона, пока его дочь Фатима не пришла и не сняла их. Укба был также одним из тех врагов Мухаммеда, которые радовались известием о смерти второго сына Мухаммеда Абдуллаха.
Укба был очень близким другом Убайя ибн Халяфа. Когда Убайй узнал, что Укба сидел и слушал пророка Мухаммеда, он сказал Укбе: «Я слышал, что ты сидел с Мухаммедом и слушал его? Клянусь, я никогда не увижу тебя и не заговорю с тобой снова, если ты снова сделаешь то же самое или если ты не пойдешь и не плюнешь ему в лицо». Укба, послушав своего друга, плюнул в лицо Мухаммеду. Согласно исламской традиции, в этот момент Мухаммеду был ниспосланы коранические аяты относительно Укбы и Убайя: «В тот день беззаконник станет кусать свои руки и скажет: „Лучше бы я последовал путём Посланника! О горе мне! Лучше бы я не брал такого-то себе в друзья! Это он отвратил меня от Напоминания (Корана) после того, как оно дошло до меня“. Воистину, дьявол оставляет человека без поддержки».
Согласно многочисленным источникам, Укба был убит во время битвы при Бадре и был среди тех лидеров курайшитов, чьи трупы были похоронены в колодце. Однако, согласно сире Ибн Хишама, Укба был пленён и казнён по приказу Мухаммеда, и Асым ибн Сабит исполнил этот приговор после битвы при Бадре. Сафи ар-Рахман аль-Мубаракфури упоминает, что после битвы при Бадре два пленника — ан-Надр ибн аль-Харис и Укба ибн Абу Муайт были обезглавлены Али ибн Абу Талибом. Мубаракфури упоминает, что этот инцидент с обезглавливанием также упоминается в Сунане Абу Дауда (№ 2686).